# Willerstedt
Willerstedt este o comună din landul Turingia, Germania.